# Carbonates sur Mars

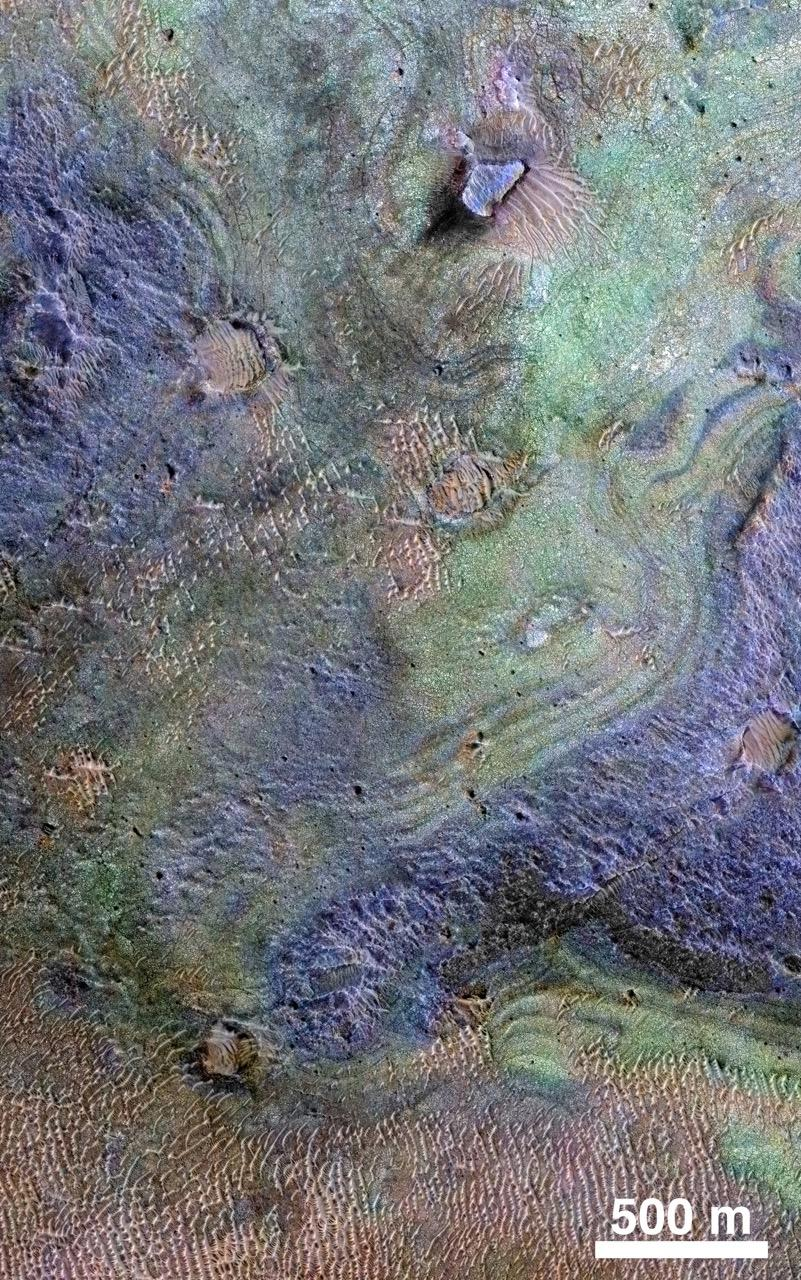
Photographie en fausse couleur d'une partie de Nili Fossae : les zones vertes sont riches en carbonates.

Les preuves de l'existence des carbonates sur Mars ont été inaccessibles jusqu'à récemment. Par exemple, beaucoup d'instruments de détection comme OMEGA et THEMIS sensibles aux émissions infrarouges caractéristiques des carbonates n'ont pas suggéré leur présence en surface, à des échelles spatiales de 100 mètres ou plus. Bien qu'omniprésents, les carbonates dominés par la magnésite MgCO3 dans la poussière martienne représentent moins de 5 % en fraction massique et pourraient avoir été formés sous les conditions atmosphériques actuelles. De plus, excepté en tant que composants de la poussière, les carbonates n'ont été détectés par aucune mission in situ, même si des modèles minéralogiques n'excluent pas de petites quantités de carbonate de calcium dans certaines roches de Husband Hill dans le cratère Gusev. 
La première identification réussie à l'échelle locale (inférieure à 10 km) d'un fort signal spectral infrarouge provenant de carbonates de surface  a été réalisée par l'équipe MRO-CRISM. L'équipe a identifié un dépôt dans Nili Fossae dominé par une seule phase minérale qui est spatialement associée avec des affleurements d'olivine. Le minéral dominant s'est révélé être de la magnésite bien que la morphologie basée sur des observations obtenues par HiRISE et les propriétés thermiques suggérassent que le dépôt était lithique. Stratigraphiquement, cette couche est apparue être située entre des phyllosilicates en dessous et des roches mafiques au-dessus, temporellement entre le Noachien et l'Hespérien. 
L'absence de dépôts de carbonates plus vastes sur Mars est supposée être en lien avec des environnements aqueux globalement dominés par de faibles pH. Même le moins soluble des carbonates, la sidérite (FeCO3), précipite à des pH supérieurs à 5,.
En 2008, un dépôt important de carbonates en surface est identifié par les expériences TEGA et WCL de la sonde Phoenix : le sol situé à proximité du site d'atterrissage est alcalin et renferme entre 3 et 5 %m de calcite (CaCO3).